# Неоптолем II
Неоптоле́м II (убит в 295 до н. э.) — царь древнего Эпира из рода Пирридов, правивший в 302—295 годах до н. э.

## Биография
Неоптолем II был сыном эпирского царя Александра I. Он сделался царём в 302 году до н. э. вместо изгнанного Пирра.
В 296 году до н. э. Пирр возвратился с египетским войском, и многие эпироты приветствовали его. Неоптолем II принял его и был вынужден делить с Пирром царскую власть в стране. Каждый из царей готовился избавиться от соперника, но Пирру это удалось раньше. Заручившись поддержкой знати, в 295 году до н. э. он пригласил Неоптолема на пир, и там убил его. Таким образом власть в стране вновь перешла к Пирру.